# Jan Blomqvist (sportjournalist)
Jan-Erik Blomqvist, mer känd som Janne Blomqvist, född 12 januari 1967, är en svensk sportjournalist och motorsportskommentator. Han kommenterar Formel 1 och annan motorsport på Viasat Motor.
Blomqvist har kommenterat Formel 1 sedan 1997, då han och Fredrik Ekblom var anställda hos Canal+. Han återkom sedan som kommentator på Canal Digital, som visade Formel 1 under perioden hösten 1998-2002. Efter att Canal Digitals Formel 1-sändningar lades ner så återfanns sedan Blomqvist på TV4 under våren 2002, där han kommenterade tillsammans med experten Eje Elgh. De två har sedan följt med som Formel 1-kommentatorer på TV3, ZTV, TV6 och nu Viasat Motor. Tillsammans med Mikael Dubois stod Blomqvist också som kommentator när den brittiska underhållningsprogrammet Robot Wars skulle sändas på TV4 under våren 2002.  Blomqvist kommenterade även Olympiska vinterspelen 2014 och Olympiska sommarspelen 2016 för Viasats räkning.
Janne Blomqvist har också arbetat på SR P4 Uppland där han i många år var trafikrapportör och hade ett radioprogram tillsammans med Bosse Pettersson.
Sedan 2012 medverkar Blomqvist i Viaplay F1-Podcast tillsammans med Erik Stenborg, producent hos Viaplay.
Sedan 2013 har Blomqvist även en F1-blogg i samregi med Teknikens Värld.